# Unshatter
«Unshatter» es una canción interpretada por la banda estadounidense de rock Linkin Park, incluida en la versión de lujo de su octavo álbum de estudio, From Zero (2024). Su lanzamiento como sencillo tuvo lugar el 25 de abril de 2025 a través del sello Warner Records. Es una de las primeras canciones grabadas con Emily Armstrong como voz, en 2023, tras la muerte de Chester Bennington unos años antes. Canción escrito de Linkin Park y Jake Torrey. La canción trata sobre la ruptura con su novio que constantemente miente, lo que Emily admite en los preestribillos.

## Créditos y personal
Linkin Park
- Emily Armstrong: voz, composición
- Colin Brittain: batería, pandereta, composición, coproducción
- Brad Delson: guitarras, composición, coproducción
- Dave Farrell: bajo, composición
- Joe Hahn: sampling, composición
- Mike Shinoda: rapping, guitarra rítmica, coros, teclados, sampler, composición, producción, ingeniería de audio